# Ігумениця
Ігумениця (грец. Ηγουμενίτσα, тур. Gümeniçe) — місто в Епірі, Греція, столиця ному Теспротія, один з населених пунктів на автомагістралі Егнатія-Одос.

## Історія
Ігумениця у давні часи була знана як Титанія і (Гітані, Гітана, Гумані) і була одним з найважливіших міст Царства Теспротія у 4 столітті до нашої ери, одним з центрів Епірського союзу. Укріплений акрополь мав семикутну башту, театр, кілька малих веж. Проте 167 до н. е. місто було зруйноване римлянами і пізніше приєднане до Римської імперії.
В добу османського панування місто мало назву Грава (грец. Γράβα), приєднане до незалежної Греції 1913 р. Після того, як 1938 року було організовано ном Теспротія місту отримало свою теперішню назву та отримало статус столиці ному. Сучасне ж місто Ігумениця одне з наймолодших у Греції, зведене здебільшого після Другої світової війни.
За останні десятиліття Ігуменіця збільшила свою територію більш ніж вдвічі. Швидкому зростанню сприяли два основні факти: будівництво нового порту, який наразі є третім за величиною портом Греції, після Пірея та Салонік; а також будівництво автомагістралі Егнатія-Одос, яка проходить з півночі Греції та пов'язує Ігуменіцю із Яніною, Салоніками, Александруполісом — до турецького кордону.
Два цих чинники поклали край історичній ізольованості Ігумениці та Теспротії в цілому. Близькість до Італії, сприяє тому, що мешканці Ігумениці нерідко вирушають до Італії за покупками. Крім того, багато італійців, особливо влітку, приїжджають на пляжі Ігумениці для відпочинку.